# Bioconservación
La bioconservación es la extensión de la vida útil de los alimentos empleando conservantes que empleen la microbiota natural, o sus metabolitos. Es por lo tanto la bioconservación, una aplicación específica de la biotecnología a la conservación, procesado y seguridad de los alimentos. Estas técnicas tienen como objetivo ser más eficientes y más naturales que las empleadas por conservantes sintéticos de origen industrial. Para ello se investiga, se desarrolla y se procesan sustancias naturales (no-sintéticas), se emplean microorganismos que ayuden en las propiedades de procesado y conservación de alimentos. A tales agentes se les denomina biopreservantes, o también bioconservantes. 

## Campos de aplicación
De especial interés en la bioconservación resulta ser la aplicación de las bacterias lácticas (LAB). Este tipo de conservantes se ha empleado ya desde la antigüedad. Estas bacterias emiten entre sus metabolitos ácido láctico que posee propiedades antagonistas que pueden ser consideradas útiles como biopreservantes. Cuando estas bacterias lácticas ingieren los nutrientes, sus metabolitos actúan como substancias antimicrobianas (ácido láctico, peróxido de hidrógeno, y péptidos con propiedades bacteriocinaceas. Algunas de las bacterias lácticas producen antimicrobianos naturales como la nisina que es particularmente efectivo contra algunas bacterias tóxicas.
La investigación en bacteriófagos (generalmente virus que matan bacterias) como agente antimicrobiano que cese la actividad selectiva de algunas bacterias es interesante. Por regla general la investigación en bacteriocinas, como pueden ser la producción de lantibióticos. De la misma forma se investiga la acción de péptidos estables al calor que no posean lantionina, como son la pediocina, la lactococcina (producida por cepas del género Pediococcus), la sakacina (producida por la lactobacillus sake) y la nisina (producida por las cepas de Lactococcus lactis). Algunos de estos péptidos se aplican a la conservación de carnes, lácteos y verduras con un nivel bajo de procesado.   
Resulta un campo de investigación las sustancias químicas con propiedades biocidas que, bien sean naturales o sintéticas permiten el control de organismos nocivos.